# Caulolatilus princeps
Caulolatilus princeps är en fiskart som först beskrevs av Jenyns, 1840.  Caulolatilus princeps ingår i släktet Caulolatilus och familjen Malacanthidae. IUCN kategoriserar arten globalt som livskraftig. Inga underarter finns listade i Catalogue of Life.